# Маассен, Вольфганг
Вольфганг А. Маассен (нем. Wolfgang A. Maassen) — немецкий филателист, который в 2014 году был удостоен чести подписать Список выдающихся филателистов. Он был награжден медалью Зигера (Sieger Medal) в 2003 и 2008 годах и медалью Линденберга в 2012 году. Массен специализируется по филателии Бразилии, изучает историю филателии и филателистической литературы . Он автор множества книг по филателии, филателистический журналист и издатель. Его собственная филателистическая библиотека, занимающая сотни метров книжных полок, является одной из крупнейших частных филателистических библиотек. Кроме того, Вольфганг Маассен — главный редактор немецкого журнала «philatelie» («Филателия») и международного журнала «Phila Historica». Также он является президентом Международной ассоциации филателистических журналистов (АИЖП).

## Биография
После обучения в начальной школе в Ойскирхене с 1956 по 1960 год Вольфганг Маассен учился в школе-интернате с 1960 по 1966 год. Затем до 1968 года он учился в старших классах гимназии Фридриха Вильгельма (Friedrich-Wilhelm-Gymnasiums) в Кёльне, получив аттестат об окончании средней школы в том же году. До 1970 года он изучал химию в Кёльне, затем продолжил обучение (педагогика, психология, философия и теология) в Бонне до 1974 года, где сдал первый государственный экзамен, а два года спустя в Крефельде — второй государственный экзамен на право преподавания.
С 1974 по январь 2010 года Маассен работал учителем в средней школе, а с 1980 года является совладельцем издательства «Фил*Креатив» (Phil*Creativ-Verlages).
С 1973 года он женат на Клаудии Маассен, урожденной Трост. У них двое детей, они живут в Швальмтале недалеко от Мёнхенгладбаха и в Дении/Аликанте в Испании.
Маассен занимал руководящие должности в многочисленных ассоциациях и на различных мероприятиях, а в настоящее время работает внештатным автором, редактором и публицистом. Он является членом жюри первой категории (по литературе). За свою карьеру он опубликовал более 80 книг, руководил множеством других изданий и более 4000 специализированных статей в филателистических журналах как в стране, так и за рубежом. На протяжении двух десятилетий его профессиональными интересами были исследования и документирование истории филателии. С 2013 года он издаёт собственный бесплатный цифровой журнал объёмом 1000 страниц в год, который можно скачать с сайта www.philahistorica.de. Среди областей его специализации — марки печатающих автоматов, почтовые марки Бразилии, Южной Америки, Германии, история филателии и филателистическая литература. Он также собирает несколько тематических коллекций по общественно-политическим вопросам.
С середины 1970-х годов Маассен вёл регулярную колонку о марках печатающих автоматов в журнале «Sammler-Dienst», а также опубликовал многочисленные специализированные статьи в журналах «Sammler-Dienst» (в том числе в рубрике «Mit spitzer Feder» («Острым пером») под псевдонимом Михаэль Трост (Michael Trost)), DBZ и philatelie. С 1989 по 2016 год он был главным редактором журнала общества филателистов и отрасли «philatelie» («Филателия»), а с 1993 года — его тематическим директором. С июля 2010 года он является главным редактором журнала «APHV-Magazins», а с 2005 года, с двухлетним перерывом, — редактором журнала Международной ассоциации филателистических журналистов «The Philatelic Journalist» («Филателистический журналист»).

## Некоторые публикации
- Katalog und Handbuch der philatelistischen und postgeschichtlichen Literatur 1862–1914. Phil Creativ, Chronik der deutschen Philatelie Bd. 6, 2012, ISBN 3-932198-94-8. (Каталог и справочник литературы по филателии и истории почты 1862—1914 гг.)
- Philatelie und Vereine im 19. Jahrhundert. Phil Creativ, Schwalmtal 2006, ISBN 978-3-932198-69-4. (Филателия и общества филателистов в XIX веке.)
- Die Geschichte des Prüfwesens in der deutschen Philatelie (1860–1945). BPP-Schriftenreihe-Band 1, Brühl 2008. (История экспертизы в немецкой филателии (1860—1945 гг.).)
- Alfred Moschkau, Philatelist, Heimatkundler und Museumsgründer. Ein Mann, der zur Legende wurde. Phil Creativ, Chronik der deutschen Philatelie Bd. 5, 2012, ISBN 3-932198-93-X. (Альфред Мошкау, филателист, краевед и основатель музея. Человек, ставший легендой.)
- Auktionen, Versteigerungen und Ausbietungen – Wertvolle Tipps für Käufer, Verkäufer, Erblasser und Erben. Phil Creativ, Ratgeber für Briefmarkensammler Bd. 11, 2015, ISBN 3-932198-77-8. (Аукционы, продажи и торги — ценные советы для покупателей, продавцов, завещателей и наследников.)
- Von ersten Alben und Katalogen zu Verlagen von Weltrang. Schwalmtal: Phil Creativ, 2010, ISBN 978-3-932198-87-8. (От первых альбомов и каталогов до издателей мирового уровня.)
- в соавторстве с Hermann Meyer, Philip Robinson: Philatelistisches Wörterverzeichnis Deutsch – Englisch, Englisch – Deutsch. Phil Creativ, Ratgeber für Briefmarkensammler Bd. 8, 2015, ISBN 3-932198-76-X. (Филателистический словарь немецко-английский, англо-немецкий.)
- Alles, was der Sammler braucht: Das nötige Know-How, das Geld spart. Phil Creativ, Ratgeber für Briefmarkensammler, Schwalmtal 2011, ISBN 3-932198-60-3. (Все, что нужно коллекционеру: необходимые знания, которые экономят деньги.)
- Echt oder falsch? Fälschungen und Fälscher in der Philatelie. Phil Creativ, Ratgeber für Briefmarkensammler, Schwalmtal 2003, ISBN 3-932198-48-4. (Настоящие или поддельные? Подделки и фальшивомонетчики в филателии.)
- Wer ist wer in der Philatelie? Das Lexikon bedeutender Persönlichkeiten der deutschen Philatelie des 19. und 20. Jahrhunderts. Schwalmtal: Phil Creativ, 1999; 3. Auflage, 6 Bände, Schwalmtal: Phil Creativ, 2011—2023 (Кто есть кто в филателии? Энциклопедия выдающихся деятелей немецкой филателии XIX и XX веков.)

## Награды
- 2003, 2008: Награда Зигера (Sieger-Preis)
- 2008: Награда им. Генриха Кёлера за особые заслуги в области тестирования[3]
- 2008: Награда им. Германа Денингера (Hermann-Deninger) Фонда содействия развитию филателии и истории почты[4][5]
- 2012: Медаль Линденберга
- 2014: Список выдающихся филателистов[6]
- 2017: Медаль Ганса Вагнера
- 2018: Медаль Антона Абеля (Anton-Abele-Medaille)[7]